# Torse Gaddi
Le Torse Gaddi est une célèbre sculpture en marbre (h 84,4 × 20 cm) d'époque hellénistique, datable du IIe siècle av. J.-C. Elle est conservée à la galerie des Offices à Florence.

## Histoire
L'œuvre, probablement un fragment d'un centaure, a été, selon toute probabilité, exhumée à Rome. D'après une mention de Vasari, elle aurait appartenu au célèbre sculpteur Lorenzo Ghiberti, dont les descendants l'auraient ensuite vendue à Giovanni Gaddi, clerc de la Chambre du Pape.
L'œuvre, bien connue au XVIe siècle, a été aimée par les artistes, qui ont souvent copié sa puissante musculature et sa pose « inclinée » ; citons, par exemple, le même Ghiberti dans le Sacrifice d'Isaac, Rosso Fiorentino et son Christ mort pleuré par quatre anges, ou Amico Aspertini dans l'Adoration des bergers, mais également le jeune Michel-Ange ou, plus tard, Rubens. À l'époque, on pensait qu'il représentait le buste d'un satyre. Semblable au Torse du Belvédère conservé aux musées du Vatican, l'œuvre n'a jamais été altérée, ni par aucun ajout, ni par les restaurations successives.
En 1778, le torse fut acheté par le grand-duc Léopold II, qui l'a affecté aux Offices.

## Description
L'œuvre est généralement mentionnée comme une copie proche d'un prototype du IIe siècle av. J.-C., représentant un centaure avec les bras liés derrière le dos et faisant partie d'un groupe comprenant un jeune centaure, libre et exubérant, et un ancien, battu par un Cupidon assis sur lui, le frappant avec un fouet. Le groupe formait une métaphore érotique liée aux différentes conséquences de l'amour à un jeune âge ou avancé. En outre, la présence de l'amour symbolisait la puissance d'Éros, capable de dompter même les fiers centaures. On peut voir une telle composition dans le groupe des Centaures de Furietti conservé aux musées du Capitole à Rome.
Par sa tension dynamique, et son modelé très achevé, l'œuvre a été mise en relation avec l'école de Pergame.